# Пинкота
Пинкота (рум. Pâncota) — місто у повіті Арад в Румунії. Адміністративно місту також підпорядковане село Медерат (населення 1382 особи, 2002 рік).
Місто розташоване на відстані 403 км на північний захід від Бухареста, 33 км на північний схід від Арада, 71 км на північний схід від Тімішоари.

## Населення
За даними перепису населення 2002 року у місті проживали 7186 осіб.
Національний склад населення міста:
| Національність | Кількість осіб | Відсоток |
| -------------- | -------------- | -------- |
| румуни         | 5699           | 79,3%    |
| угорці         | 604            | 8,4%     |
| цигани         | 589            | 8,2%     |
| німці          | 216            | 3,0%     |
| українці       | 50             | 0,7%     |
| словаки        | 22             | 0,3%     |
| італійці       | 2              | < 0,1%   |
| чанго          | 2              | < 0,1%   |
| євреї          | 1              | < 0,1%   |

Рідною мовою назвали:
| Мова       | Кількість осіб | Відсоток |
| ---------- | -------------- | -------- |
| румунська  | 6302           | 87,7%    |
| угорська   | 596            | 8,3%     |
| німецька   | 201            | 2,8%     |
| українська | 45             | 0,6%     |
| циганська  | 26             | 0,4%     |
| словацька  | 13             | 0,2%     |
| італійська | 2              | < 0,1%   |

Склад населення міста за віросповіданням:
| Релігія                                       | Кількість осіб | Відсоток |
| --------------------------------------------- | -------------- | -------- |
| православні                                   | 4531           | 63,1%    |
| п'ятдесятники                                 | 1225           | 17,0%    |
| римо-католики                                 | 731            | 10,2%    |
| баптисти                                      | 256            | 3,6%     |
| адвентисти                                    | 140            | 1,9%     |
| реформати                                     | 139            | 1,9%     |
| греко-католики                                | 15             | 0,2%     |
| не релігійні                                  | 10             | 0,1%     |
| бретрени                                      | 7              | 0,1%     |
| лютерани (Синодально-пресвітеріанська церква) | 7              | 0,1%     |
| лютерани (Аугсбурзького сповідання)           | 4              | 0,1%     |
| унітарії                                      | 2              | < 0,1%   |
| лютерани                                      | 1              | < 0,1%   |
| не вказали релігію                            | 26             | 0,4%     |

## Зовнішні посилання
- Дані про місто Пинкота на сайті Ghidul Primăriilor [Архівовано 1 травня 2011 у Wayback Machine.]